# Камінер Сергій Михайлович

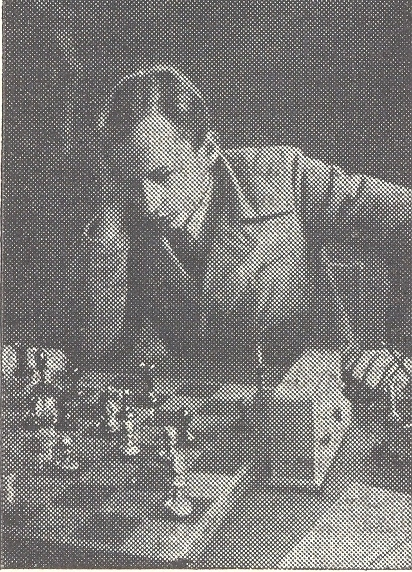
Сергій Михайлович Камінер

Сергій Михайлович Камінер (нар. 26 серпня 1908, Нижній Новгород — 27 вересня 1938) — відомий радянський шаховий композитор-етюдист. Багато його етюдів посіли найвищі місця на шахових конкурсах 1920-1930-х років. За основним фахом — хімік-технолог. Розстріляний у тридцять років під час Великого терору.

## Життєпис
Сергій Михайлович народився 1908 року в Нижньому Новгороді. У 1926 році вступив на хімічний факультет  МДТУ ім. Баумана, де отримав диплом інженера-хіміка. Пізніше жив у Ленінграді і Москві, працював інженером-технологом. Останнє місце роботи: Москва, начальник технічного відділу управління «Главрезина».
З дитинства захопився шахами, був сильним майстром практичної гри. Один із засновників радянської етюдной школи.
Перший етюд Камінер опублікував у 1924 році. Загалом він склав 65 етюдів. 27 з них відзначені високими нагородами на конкурсах, 3 здобули найвищий приз, 9 — другий чи третій. 12 етюдів увійшли в Альбом ФІДЕ» за 1914-1944 роки. У 1932-1938 роках Камінер і Е. Сомов-Насімович були редакторами відділу етюдів шахової газети «64». Опублікував низку методичних статей, був суддею в етюдних конкурсах цієї газети. Заарештований 17 серпня 1938 року, звинувачений у приналежності до контрреволюційної терористичної організації. 27 вересня 1938 року засуджений ВКВС СРСР до розстрілу, розстріляний того самого дня. Місце поховання - Московська область, полігон Комунарка. Реабілітований 11 липня 1956 р.
Незадовго до арешту Камінер, у передчутті біди, передав своєму багаторічному другу Михайлові Ботвиннику зошит зі своїми етюдами. Після смерті Сталіна ці матеріали стали основою для збірки етюдів Камінера (Кофман, 1981).

## Оцінки
«Він одразу за майстерністю став в один ряд з такими корифеями, як Олексій Троїцький, брати Платови і Леонід Куббель» (М. М. Ботвинник).
«Камінер склав небагато етюдів, але кожен його новий твір був завжди подією в композиторському світі».
«Глибокий, талановитий С. Камінер володів винятковим почуттям рівноваги, гармонії, природності, і всі його етюди здаються ендшпілями зіграних партій».

## Вибрані етюди
Камінеру подобались етюди з легкофігурним матеріалом, насичені яскравою, дотепною грою і контргрою, з ефектними, нешаблонними комбінаціями.
|   | a | b | c | d | e | f | g | h |   |
| 8 | c7 чорний пішак · f7 чорний король · e6 чорний пішак · g6 білий кінь · h6 білий пішак · a5 чорний пішак · g5 чорний пішак · a3 чорний слон · a2 білий пішак · f2 білий пішак · h2 білий пішак · b1 білий король · d1 чорний слон · g1 білий кінь | c7 чорний пішак · f7 чорний король · e6 чорний пішак · g6 білий кінь · h6 білий пішак · a5 чорний пішак · g5 чорний пішак · a3 чорний слон · a2 білий пішак · f2 білий пішак · h2 білий пішак · b1 білий король · d1 чорний слон · g1 білий кінь | c7 чорний пішак · f7 чорний король · e6 чорний пішак · g6 білий кінь · h6 білий пішак · a5 чорний пішак · g5 чорний пішак · a3 чорний слон · a2 білий пішак · f2 білий пішак · h2 білий пішак · b1 білий король · d1 чорний слон · g1 білий кінь | c7 чорний пішак · f7 чорний король · e6 чорний пішак · g6 білий кінь · h6 білий пішак · a5 чорний пішак · g5 чорний пішак · a3 чорний слон · a2 білий пішак · f2 білий пішак · h2 білий пішак · b1 білий король · d1 чорний слон · g1 білий кінь | c7 чорний пішак · f7 чорний король · e6 чорний пішак · g6 білий кінь · h6 білий пішак · a5 чорний пішак · g5 чорний пішак · a3 чорний слон · a2 білий пішак · f2 білий пішак · h2 білий пішак · b1 білий король · d1 чорний слон · g1 білий кінь | c7 чорний пішак · f7 чорний король · e6 чорний пішак · g6 білий кінь · h6 білий пішак · a5 чорний пішак · g5 чорний пішак · a3 чорний слон · a2 білий пішак · f2 білий пішак · h2 білий пішак · b1 білий король · d1 чорний слон · g1 білий кінь | c7 чорний пішак · f7 чорний король · e6 чорний пішак · g6 білий кінь · h6 білий пішак · a5 чорний пішак · g5 чорний пішак · a3 чорний слон · a2 білий пішак · f2 білий пішак · h2 білий пішак · b1 білий король · d1 чорний слон · g1 білий кінь | c7 чорний пішак · f7 чорний король · e6 чорний пішак · g6 білий кінь · h6 білий пішак · a5 чорний пішак · g5 чорний пішак · a3 чорний слон · a2 білий пішак · f2 білий пішак · h2 білий пішак · b1 білий король · d1 чорний слон · g1 білий кінь | 8 |
| 7 | c7 чорний пішак · f7 чорний король · e6 чорний пішак · g6 білий кінь · h6 білий пішак · a5 чорний пішак · g5 чорний пішак · a3 чорний слон · a2 білий пішак · f2 білий пішак · h2 білий пішак · b1 білий король · d1 чорний слон · g1 білий кінь | c7 чорний пішак · f7 чорний король · e6 чорний пішак · g6 білий кінь · h6 білий пішак · a5 чорний пішак · g5 чорний пішак · a3 чорний слон · a2 білий пішак · f2 білий пішак · h2 білий пішак · b1 білий король · d1 чорний слон · g1 білий кінь | c7 чорний пішак · f7 чорний король · e6 чорний пішак · g6 білий кінь · h6 білий пішак · a5 чорний пішак · g5 чорний пішак · a3 чорний слон · a2 білий пішак · f2 білий пішак · h2 білий пішак · b1 білий король · d1 чорний слон · g1 білий кінь | c7 чорний пішак · f7 чорний король · e6 чорний пішак · g6 білий кінь · h6 білий пішак · a5 чорний пішак · g5 чорний пішак · a3 чорний слон · a2 білий пішак · f2 білий пішак · h2 білий пішак · b1 білий король · d1 чорний слон · g1 білий кінь | c7 чорний пішак · f7 чорний король · e6 чорний пішак · g6 білий кінь · h6 білий пішак · a5 чорний пішак · g5 чорний пішак · a3 чорний слон · a2 білий пішак · f2 білий пішак · h2 білий пішак · b1 білий король · d1 чорний слон · g1 білий кінь | c7 чорний пішак · f7 чорний король · e6 чорний пішак · g6 білий кінь · h6 білий пішак · a5 чорний пішак · g5 чорний пішак · a3 чорний слон · a2 білий пішак · f2 білий пішак · h2 білий пішак · b1 білий король · d1 чорний слон · g1 білий кінь | c7 чорний пішак · f7 чорний король · e6 чорний пішак · g6 білий кінь · h6 білий пішак · a5 чорний пішак · g5 чорний пішак · a3 чорний слон · a2 білий пішак · f2 білий пішак · h2 білий пішак · b1 білий король · d1 чорний слон · g1 білий кінь | c7 чорний пішак · f7 чорний король · e6 чорний пішак · g6 білий кінь · h6 білий пішак · a5 чорний пішак · g5 чорний пішак · a3 чорний слон · a2 білий пішак · f2 білий пішак · h2 білий пішак · b1 білий король · d1 чорний слон · g1 білий кінь | 7 |
| 6 | c7 чорний пішак · f7 чорний король · e6 чорний пішак · g6 білий кінь · h6 білий пішак · a5 чорний пішак · g5 чорний пішак · a3 чорний слон · a2 білий пішак · f2 білий пішак · h2 білий пішак · b1 білий король · d1 чорний слон · g1 білий кінь | c7 чорний пішак · f7 чорний король · e6 чорний пішак · g6 білий кінь · h6 білий пішак · a5 чорний пішак · g5 чорний пішак · a3 чорний слон · a2 білий пішак · f2 білий пішак · h2 білий пішак · b1 білий король · d1 чорний слон · g1 білий кінь | c7 чорний пішак · f7 чорний король · e6 чорний пішак · g6 білий кінь · h6 білий пішак · a5 чорний пішак · g5 чорний пішак · a3 чорний слон · a2 білий пішак · f2 білий пішак · h2 білий пішак · b1 білий король · d1 чорний слон · g1 білий кінь | c7 чорний пішак · f7 чорний король · e6 чорний пішак · g6 білий кінь · h6 білий пішак · a5 чорний пішак · g5 чорний пішак · a3 чорний слон · a2 білий пішак · f2 білий пішак · h2 білий пішак · b1 білий король · d1 чорний слон · g1 білий кінь | c7 чорний пішак · f7 чорний король · e6 чорний пішак · g6 білий кінь · h6 білий пішак · a5 чорний пішак · g5 чорний пішак · a3 чорний слон · a2 білий пішак · f2 білий пішак · h2 білий пішак · b1 білий король · d1 чорний слон · g1 білий кінь | c7 чорний пішак · f7 чорний король · e6 чорний пішак · g6 білий кінь · h6 білий пішак · a5 чорний пішак · g5 чорний пішак · a3 чорний слон · a2 білий пішак · f2 білий пішак · h2 білий пішак · b1 білий король · d1 чорний слон · g1 білий кінь | c7 чорний пішак · f7 чорний король · e6 чорний пішак · g6 білий кінь · h6 білий пішак · a5 чорний пішак · g5 чорний пішак · a3 чорний слон · a2 білий пішак · f2 білий пішак · h2 білий пішак · b1 білий король · d1 чорний слон · g1 білий кінь | c7 чорний пішак · f7 чорний король · e6 чорний пішак · g6 білий кінь · h6 білий пішак · a5 чорний пішак · g5 чорний пішак · a3 чорний слон · a2 білий пішак · f2 білий пішак · h2 білий пішак · b1 білий король · d1 чорний слон · g1 білий кінь | 6 |
| 5 | c7 чорний пішак · f7 чорний король · e6 чорний пішак · g6 білий кінь · h6 білий пішак · a5 чорний пішак · g5 чорний пішак · a3 чорний слон · a2 білий пішак · f2 білий пішак · h2 білий пішак · b1 білий король · d1 чорний слон · g1 білий кінь | c7 чорний пішак · f7 чорний король · e6 чорний пішак · g6 білий кінь · h6 білий пішак · a5 чорний пішак · g5 чорний пішак · a3 чорний слон · a2 білий пішак · f2 білий пішак · h2 білий пішак · b1 білий король · d1 чорний слон · g1 білий кінь | c7 чорний пішак · f7 чорний король · e6 чорний пішак · g6 білий кінь · h6 білий пішак · a5 чорний пішак · g5 чорний пішак · a3 чорний слон · a2 білий пішак · f2 білий пішак · h2 білий пішак · b1 білий король · d1 чорний слон · g1 білий кінь | c7 чорний пішак · f7 чорний король · e6 чорний пішак · g6 білий кінь · h6 білий пішак · a5 чорний пішак · g5 чорний пішак · a3 чорний слон · a2 білий пішак · f2 білий пішак · h2 білий пішак · b1 білий король · d1 чорний слон · g1 білий кінь | c7 чорний пішак · f7 чорний король · e6 чорний пішак · g6 білий кінь · h6 білий пішак · a5 чорний пішак · g5 чорний пішак · a3 чорний слон · a2 білий пішак · f2 білий пішак · h2 білий пішак · b1 білий король · d1 чорний слон · g1 білий кінь | c7 чорний пішак · f7 чорний король · e6 чорний пішак · g6 білий кінь · h6 білий пішак · a5 чорний пішак · g5 чорний пішак · a3 чорний слон · a2 білий пішак · f2 білий пішак · h2 білий пішак · b1 білий король · d1 чорний слон · g1 білий кінь | c7 чорний пішак · f7 чорний король · e6 чорний пішак · g6 білий кінь · h6 білий пішак · a5 чорний пішак · g5 чорний пішак · a3 чорний слон · a2 білий пішак · f2 білий пішак · h2 білий пішак · b1 білий король · d1 чорний слон · g1 білий кінь | c7 чорний пішак · f7 чорний король · e6 чорний пішак · g6 білий кінь · h6 білий пішак · a5 чорний пішак · g5 чорний пішак · a3 чорний слон · a2 білий пішак · f2 білий пішак · h2 білий пішак · b1 білий король · d1 чорний слон · g1 білий кінь | 5 |
| 4 | c7 чорний пішак · f7 чорний король · e6 чорний пішак · g6 білий кінь · h6 білий пішак · a5 чорний пішак · g5 чорний пішак · a3 чорний слон · a2 білий пішак · f2 білий пішак · h2 білий пішак · b1 білий король · d1 чорний слон · g1 білий кінь | c7 чорний пішак · f7 чорний король · e6 чорний пішак · g6 білий кінь · h6 білий пішак · a5 чорний пішак · g5 чорний пішак · a3 чорний слон · a2 білий пішак · f2 білий пішак · h2 білий пішак · b1 білий король · d1 чорний слон · g1 білий кінь | c7 чорний пішак · f7 чорний король · e6 чорний пішак · g6 білий кінь · h6 білий пішак · a5 чорний пішак · g5 чорний пішак · a3 чорний слон · a2 білий пішак · f2 білий пішак · h2 білий пішак · b1 білий король · d1 чорний слон · g1 білий кінь | c7 чорний пішак · f7 чорний король · e6 чорний пішак · g6 білий кінь · h6 білий пішак · a5 чорний пішак · g5 чорний пішак · a3 чорний слон · a2 білий пішак · f2 білий пішак · h2 білий пішак · b1 білий король · d1 чорний слон · g1 білий кінь | c7 чорний пішак · f7 чорний король · e6 чорний пішак · g6 білий кінь · h6 білий пішак · a5 чорний пішак · g5 чорний пішак · a3 чорний слон · a2 білий пішак · f2 білий пішак · h2 білий пішак · b1 білий король · d1 чорний слон · g1 білий кінь | c7 чорний пішак · f7 чорний король · e6 чорний пішак · g6 білий кінь · h6 білий пішак · a5 чорний пішак · g5 чорний пішак · a3 чорний слон · a2 білий пішак · f2 білий пішак · h2 білий пішак · b1 білий король · d1 чорний слон · g1 білий кінь | c7 чорний пішак · f7 чорний король · e6 чорний пішак · g6 білий кінь · h6 білий пішак · a5 чорний пішак · g5 чорний пішак · a3 чорний слон · a2 білий пішак · f2 білий пішак · h2 білий пішак · b1 білий король · d1 чорний слон · g1 білий кінь | c7 чорний пішак · f7 чорний король · e6 чорний пішак · g6 білий кінь · h6 білий пішак · a5 чорний пішак · g5 чорний пішак · a3 чорний слон · a2 білий пішак · f2 білий пішак · h2 білий пішак · b1 білий король · d1 чорний слон · g1 білий кінь | 4 |
| 3 | c7 чорний пішак · f7 чорний король · e6 чорний пішак · g6 білий кінь · h6 білий пішак · a5 чорний пішак · g5 чорний пішак · a3 чорний слон · a2 білий пішак · f2 білий пішак · h2 білий пішак · b1 білий король · d1 чорний слон · g1 білий кінь | c7 чорний пішак · f7 чорний король · e6 чорний пішак · g6 білий кінь · h6 білий пішак · a5 чорний пішак · g5 чорний пішак · a3 чорний слон · a2 білий пішак · f2 білий пішак · h2 білий пішак · b1 білий король · d1 чорний слон · g1 білий кінь | c7 чорний пішак · f7 чорний король · e6 чорний пішак · g6 білий кінь · h6 білий пішак · a5 чорний пішак · g5 чорний пішак · a3 чорний слон · a2 білий пішак · f2 білий пішак · h2 білий пішак · b1 білий король · d1 чорний слон · g1 білий кінь | c7 чорний пішак · f7 чорний король · e6 чорний пішак · g6 білий кінь · h6 білий пішак · a5 чорний пішак · g5 чорний пішак · a3 чорний слон · a2 білий пішак · f2 білий пішак · h2 білий пішак · b1 білий король · d1 чорний слон · g1 білий кінь | c7 чорний пішак · f7 чорний король · e6 чорний пішак · g6 білий кінь · h6 білий пішак · a5 чорний пішак · g5 чорний пішак · a3 чорний слон · a2 білий пішак · f2 білий пішак · h2 білий пішак · b1 білий король · d1 чорний слон · g1 білий кінь | c7 чорний пішак · f7 чорний король · e6 чорний пішак · g6 білий кінь · h6 білий пішак · a5 чорний пішак · g5 чорний пішак · a3 чорний слон · a2 білий пішак · f2 білий пішак · h2 білий пішак · b1 білий король · d1 чорний слон · g1 білий кінь | c7 чорний пішак · f7 чорний король · e6 чорний пішак · g6 білий кінь · h6 білий пішак · a5 чорний пішак · g5 чорний пішак · a3 чорний слон · a2 білий пішак · f2 білий пішак · h2 білий пішак · b1 білий король · d1 чорний слон · g1 білий кінь | c7 чорний пішак · f7 чорний король · e6 чорний пішак · g6 білий кінь · h6 білий пішак · a5 чорний пішак · g5 чорний пішак · a3 чорний слон · a2 білий пішак · f2 білий пішак · h2 білий пішак · b1 білий король · d1 чорний слон · g1 білий кінь | 3 |
| 2 | c7 чорний пішак · f7 чорний король · e6 чорний пішак · g6 білий кінь · h6 білий пішак · a5 чорний пішак · g5 чорний пішак · a3 чорний слон · a2 білий пішак · f2 білий пішак · h2 білий пішак · b1 білий король · d1 чорний слон · g1 білий кінь | c7 чорний пішак · f7 чорний король · e6 чорний пішак · g6 білий кінь · h6 білий пішак · a5 чорний пішак · g5 чорний пішак · a3 чорний слон · a2 білий пішак · f2 білий пішак · h2 білий пішак · b1 білий король · d1 чорний слон · g1 білий кінь | c7 чорний пішак · f7 чорний король · e6 чорний пішак · g6 білий кінь · h6 білий пішак · a5 чорний пішак · g5 чорний пішак · a3 чорний слон · a2 білий пішак · f2 білий пішак · h2 білий пішак · b1 білий король · d1 чорний слон · g1 білий кінь | c7 чорний пішак · f7 чорний король · e6 чорний пішак · g6 білий кінь · h6 білий пішак · a5 чорний пішак · g5 чорний пішак · a3 чорний слон · a2 білий пішак · f2 білий пішак · h2 білий пішак · b1 білий король · d1 чорний слон · g1 білий кінь | c7 чорний пішак · f7 чорний король · e6 чорний пішак · g6 білий кінь · h6 білий пішак · a5 чорний пішак · g5 чорний пішак · a3 чорний слон · a2 білий пішак · f2 білий пішак · h2 білий пішак · b1 білий король · d1 чорний слон · g1 білий кінь | c7 чорний пішак · f7 чорний король · e6 чорний пішак · g6 білий кінь · h6 білий пішак · a5 чорний пішак · g5 чорний пішак · a3 чорний слон · a2 білий пішак · f2 білий пішак · h2 білий пішак · b1 білий король · d1 чорний слон · g1 білий кінь | c7 чорний пішак · f7 чорний король · e6 чорний пішак · g6 білий кінь · h6 білий пішак · a5 чорний пішак · g5 чорний пішак · a3 чорний слон · a2 білий пішак · f2 білий пішак · h2 білий пішак · b1 білий король · d1 чорний слон · g1 білий кінь | c7 чорний пішак · f7 чорний король · e6 чорний пішак · g6 білий кінь · h6 білий пішак · a5 чорний пішак · g5 чорний пішак · a3 чорний слон · a2 білий пішак · f2 білий пішак · h2 білий пішак · b1 білий король · d1 чорний слон · g1 білий кінь | 2 |
| 1 | c7 чорний пішак · f7 чорний король · e6 чорний пішак · g6 білий кінь · h6 білий пішак · a5 чорний пішак · g5 чорний пішак · a3 чорний слон · a2 білий пішак · f2 білий пішак · h2 білий пішак · b1 білий король · d1 чорний слон · g1 білий кінь | c7 чорний пішак · f7 чорний король · e6 чорний пішак · g6 білий кінь · h6 білий пішак · a5 чорний пішак · g5 чорний пішак · a3 чорний слон · a2 білий пішак · f2 білий пішак · h2 білий пішак · b1 білий король · d1 чорний слон · g1 білий кінь | c7 чорний пішак · f7 чорний король · e6 чорний пішак · g6 білий кінь · h6 білий пішак · a5 чорний пішак · g5 чорний пішак · a3 чорний слон · a2 білий пішак · f2 білий пішак · h2 білий пішак · b1 білий король · d1 чорний слон · g1 білий кінь | c7 чорний пішак · f7 чорний король · e6 чорний пішак · g6 білий кінь · h6 білий пішак · a5 чорний пішак · g5 чорний пішак · a3 чорний слон · a2 білий пішак · f2 білий пішак · h2 білий пішак · b1 білий король · d1 чорний слон · g1 білий кінь | c7 чорний пішак · f7 чорний король · e6 чорний пішак · g6 білий кінь · h6 білий пішак · a5 чорний пішак · g5 чорний пішак · a3 чорний слон · a2 білий пішак · f2 білий пішак · h2 білий пішак · b1 білий король · d1 чорний слон · g1 білий кінь | c7 чорний пішак · f7 чорний король · e6 чорний пішак · g6 білий кінь · h6 білий пішак · a5 чорний пішак · g5 чорний пішак · a3 чорний слон · a2 білий пішак · f2 білий пішак · h2 білий пішак · b1 білий король · d1 чорний слон · g1 білий кінь | c7 чорний пішак · f7 чорний король · e6 чорний пішак · g6 білий кінь · h6 білий пішак · a5 чорний пішак · g5 чорний пішак · a3 чорний слон · a2 білий пішак · f2 білий пішак · h2 білий пішак · b1 білий король · d1 чорний слон · g1 білий кінь | c7 чорний пішак · f7 чорний король · e6 чорний пішак · g6 білий кінь · h6 білий пішак · a5 чорний пішак · g5 чорний пішак · a3 чорний слон · a2 білий пішак · f2 білий пішак · h2 білий пішак · b1 білий король · d1 чорний слон · g1 білий кінь | 1 |
|   | a | b | c | d | e | f | g | h |   |

Розв'язок:
1. h6-h7 Сd1-h5! 
2. Кд6-f4!! (2.һ8Ф? З:g6+ і 3... Се7) 
Сенс ходу, як з'ясується на 7-му ході — розкрити діагональ d8-h4.
2 ... g5:f4 
3. h7-һ8Ф Сһ5-g6+ 
4. Крb1-a1 Са3-e7! 
5. Кд1-f3!! Се7-f6+ 
6. Кf3-e5+ Крf7-e7 
7. Фһ8-h4!! Сf6:h4 
8. Ке5:g6+
|   | a | b | c | d | e | f | g | h |   |
| 8 | g7 чорний пішак · h7 чорний пішак · c6 чорний слон · c5 чорний король · g4 білий слон · a3 біла тура · d3 білий король · h1 чорна тура | g7 чорний пішак · h7 чорний пішак · c6 чорний слон · c5 чорний король · g4 білий слон · a3 біла тура · d3 білий король · h1 чорна тура | g7 чорний пішак · h7 чорний пішак · c6 чорний слон · c5 чорний король · g4 білий слон · a3 біла тура · d3 білий король · h1 чорна тура | g7 чорний пішак · h7 чорний пішак · c6 чорний слон · c5 чорний король · g4 білий слон · a3 біла тура · d3 білий король · h1 чорна тура | g7 чорний пішак · h7 чорний пішак · c6 чорний слон · c5 чорний король · g4 білий слон · a3 біла тура · d3 білий король · h1 чорна тура | g7 чорний пішак · h7 чорний пішак · c6 чорний слон · c5 чорний король · g4 білий слон · a3 біла тура · d3 білий король · h1 чорна тура | g7 чорний пішак · h7 чорний пішак · c6 чорний слон · c5 чорний король · g4 білий слон · a3 біла тура · d3 білий король · h1 чорна тура | g7 чорний пішак · h7 чорний пішак · c6 чорний слон · c5 чорний король · g4 білий слон · a3 біла тура · d3 білий король · h1 чорна тура | 8 |
| 7 | g7 чорний пішак · h7 чорний пішак · c6 чорний слон · c5 чорний король · g4 білий слон · a3 біла тура · d3 білий король · h1 чорна тура | g7 чорний пішак · h7 чорний пішак · c6 чорний слон · c5 чорний король · g4 білий слон · a3 біла тура · d3 білий король · h1 чорна тура | g7 чорний пішак · h7 чорний пішак · c6 чорний слон · c5 чорний король · g4 білий слон · a3 біла тура · d3 білий король · h1 чорна тура | g7 чорний пішак · h7 чорний пішак · c6 чорний слон · c5 чорний король · g4 білий слон · a3 біла тура · d3 білий король · h1 чорна тура | g7 чорний пішак · h7 чорний пішак · c6 чорний слон · c5 чорний король · g4 білий слон · a3 біла тура · d3 білий король · h1 чорна тура | g7 чорний пішак · h7 чорний пішак · c6 чорний слон · c5 чорний король · g4 білий слон · a3 біла тура · d3 білий король · h1 чорна тура | g7 чорний пішак · h7 чорний пішак · c6 чорний слон · c5 чорний король · g4 білий слон · a3 біла тура · d3 білий король · h1 чорна тура | g7 чорний пішак · h7 чорний пішак · c6 чорний слон · c5 чорний король · g4 білий слон · a3 біла тура · d3 білий король · h1 чорна тура | 7 |
| 6 | g7 чорний пішак · h7 чорний пішак · c6 чорний слон · c5 чорний король · g4 білий слон · a3 біла тура · d3 білий король · h1 чорна тура | g7 чорний пішак · h7 чорний пішак · c6 чорний слон · c5 чорний король · g4 білий слон · a3 біла тура · d3 білий король · h1 чорна тура | g7 чорний пішак · h7 чорний пішак · c6 чорний слон · c5 чорний король · g4 білий слон · a3 біла тура · d3 білий король · h1 чорна тура | g7 чорний пішак · h7 чорний пішак · c6 чорний слон · c5 чорний король · g4 білий слон · a3 біла тура · d3 білий король · h1 чорна тура | g7 чорний пішак · h7 чорний пішак · c6 чорний слон · c5 чорний король · g4 білий слон · a3 біла тура · d3 білий король · h1 чорна тура | g7 чорний пішак · h7 чорний пішак · c6 чорний слон · c5 чорний король · g4 білий слон · a3 біла тура · d3 білий король · h1 чорна тура | g7 чорний пішак · h7 чорний пішак · c6 чорний слон · c5 чорний король · g4 білий слон · a3 біла тура · d3 білий король · h1 чорна тура | g7 чорний пішак · h7 чорний пішак · c6 чорний слон · c5 чорний король · g4 білий слон · a3 біла тура · d3 білий король · h1 чорна тура | 6 |
| 5 | g7 чорний пішак · h7 чорний пішак · c6 чорний слон · c5 чорний король · g4 білий слон · a3 біла тура · d3 білий король · h1 чорна тура | g7 чорний пішак · h7 чорний пішак · c6 чорний слон · c5 чорний король · g4 білий слон · a3 біла тура · d3 білий король · h1 чорна тура | g7 чорний пішак · h7 чорний пішак · c6 чорний слон · c5 чорний король · g4 білий слон · a3 біла тура · d3 білий король · h1 чорна тура | g7 чорний пішак · h7 чорний пішак · c6 чорний слон · c5 чорний король · g4 білий слон · a3 біла тура · d3 білий король · h1 чорна тура | g7 чорний пішак · h7 чорний пішак · c6 чорний слон · c5 чорний король · g4 білий слон · a3 біла тура · d3 білий король · h1 чорна тура | g7 чорний пішак · h7 чорний пішак · c6 чорний слон · c5 чорний король · g4 білий слон · a3 біла тура · d3 білий король · h1 чорна тура | g7 чорний пішак · h7 чорний пішак · c6 чорний слон · c5 чорний король · g4 білий слон · a3 біла тура · d3 білий король · h1 чорна тура | g7 чорний пішак · h7 чорний пішак · c6 чорний слон · c5 чорний король · g4 білий слон · a3 біла тура · d3 білий король · h1 чорна тура | 5 |
| 4 | g7 чорний пішак · h7 чорний пішак · c6 чорний слон · c5 чорний король · g4 білий слон · a3 біла тура · d3 білий король · h1 чорна тура | g7 чорний пішак · h7 чорний пішак · c6 чорний слон · c5 чорний король · g4 білий слон · a3 біла тура · d3 білий король · h1 чорна тура | g7 чорний пішак · h7 чорний пішак · c6 чорний слон · c5 чорний король · g4 білий слон · a3 біла тура · d3 білий король · h1 чорна тура | g7 чорний пішак · h7 чорний пішак · c6 чорний слон · c5 чорний король · g4 білий слон · a3 біла тура · d3 білий король · h1 чорна тура | g7 чорний пішак · h7 чорний пішак · c6 чорний слон · c5 чорний король · g4 білий слон · a3 біла тура · d3 білий король · h1 чорна тура | g7 чорний пішак · h7 чорний пішак · c6 чорний слон · c5 чорний король · g4 білий слон · a3 біла тура · d3 білий король · h1 чорна тура | g7 чорний пішак · h7 чорний пішак · c6 чорний слон · c5 чорний король · g4 білий слон · a3 біла тура · d3 білий король · h1 чорна тура | g7 чорний пішак · h7 чорний пішак · c6 чорний слон · c5 чорний король · g4 білий слон · a3 біла тура · d3 білий король · h1 чорна тура | 4 |
| 3 | g7 чорний пішак · h7 чорний пішак · c6 чорний слон · c5 чорний король · g4 білий слон · a3 біла тура · d3 білий король · h1 чорна тура | g7 чорний пішак · h7 чорний пішак · c6 чорний слон · c5 чорний король · g4 білий слон · a3 біла тура · d3 білий король · h1 чорна тура | g7 чорний пішак · h7 чорний пішак · c6 чорний слон · c5 чорний король · g4 білий слон · a3 біла тура · d3 білий король · h1 чорна тура | g7 чорний пішак · h7 чорний пішак · c6 чорний слон · c5 чорний король · g4 білий слон · a3 біла тура · d3 білий король · h1 чорна тура | g7 чорний пішак · h7 чорний пішак · c6 чорний слон · c5 чорний король · g4 білий слон · a3 біла тура · d3 білий король · h1 чорна тура | g7 чорний пішак · h7 чорний пішак · c6 чорний слон · c5 чорний король · g4 білий слон · a3 біла тура · d3 білий король · h1 чорна тура | g7 чорний пішак · h7 чорний пішак · c6 чорний слон · c5 чорний король · g4 білий слон · a3 біла тура · d3 білий король · h1 чорна тура | g7 чорний пішак · h7 чорний пішак · c6 чорний слон · c5 чорний король · g4 білий слон · a3 біла тура · d3 білий король · h1 чорна тура | 3 |
| 2 | g7 чорний пішак · h7 чорний пішак · c6 чорний слон · c5 чорний король · g4 білий слон · a3 біла тура · d3 білий король · h1 чорна тура | g7 чорний пішак · h7 чорний пішак · c6 чорний слон · c5 чорний король · g4 білий слон · a3 біла тура · d3 білий король · h1 чорна тура | g7 чорний пішак · h7 чорний пішак · c6 чорний слон · c5 чорний король · g4 білий слон · a3 біла тура · d3 білий король · h1 чорна тура | g7 чорний пішак · h7 чорний пішак · c6 чорний слон · c5 чорний король · g4 білий слон · a3 біла тура · d3 білий король · h1 чорна тура | g7 чорний пішак · h7 чорний пішак · c6 чорний слон · c5 чорний король · g4 білий слон · a3 біла тура · d3 білий король · h1 чорна тура | g7 чорний пішак · h7 чорний пішак · c6 чорний слон · c5 чорний король · g4 білий слон · a3 біла тура · d3 білий король · h1 чорна тура | g7 чорний пішак · h7 чорний пішак · c6 чорний слон · c5 чорний король · g4 білий слон · a3 біла тура · d3 білий король · h1 чорна тура | g7 чорний пішак · h7 чорний пішак · c6 чорний слон · c5 чорний король · g4 білий слон · a3 біла тура · d3 білий король · h1 чорна тура | 2 |
| 1 | g7 чорний пішак · h7 чорний пішак · c6 чорний слон · c5 чорний король · g4 білий слон · a3 біла тура · d3 білий король · h1 чорна тура | g7 чорний пішак · h7 чорний пішак · c6 чорний слон · c5 чорний король · g4 білий слон · a3 біла тура · d3 білий король · h1 чорна тура | g7 чорний пішак · h7 чорний пішак · c6 чорний слон · c5 чорний король · g4 білий слон · a3 біла тура · d3 білий король · h1 чорна тура | g7 чорний пішак · h7 чорний пішак · c6 чорний слон · c5 чорний король · g4 білий слон · a3 біла тура · d3 білий король · h1 чорна тура | g7 чорний пішак · h7 чорний пішак · c6 чорний слон · c5 чорний король · g4 білий слон · a3 біла тура · d3 білий король · h1 чорна тура | g7 чорний пішак · h7 чорний пішак · c6 чорний слон · c5 чорний король · g4 білий слон · a3 біла тура · d3 білий король · h1 чорна тура | g7 чорний пішак · h7 чорний пішак · c6 чорний слон · c5 чорний король · g4 білий слон · a3 біла тура · d3 білий король · h1 чорна тура | g7 чорний пішак · h7 чорний пішак · c6 чорний слон · c5 чорний король · g4 білий слон · a3 біла тура · d3 білий король · h1 чорна тура | 1 |
|   | a | b | c | d | e | f | g | h |   |

Розв'язок:
1. Ла3-c3+ Крс5-b5 
2. Лс3:c6!! Лһ1-g1! 
3. Сд4-f3 Лд1-g3 
4. Крd3-e2! Лд3:f3! 
5. Лс6-h6!! 